# Liste der Kardinalskreierungen Urbans II.
Papst Urban II. (1088–1099) kreierte während seines elfjährigen Pontifikates 71 Kardinäle. Laut anderen Angaben waren es jedoch deutlich weniger.

## Kardinalskreierungen

### 1088
- Domnizzone – Kardinalbischof von Sabina, † um 1090
- Odon de Châtillon, OSBClun – Kardinalbischof von Ostia, † um den 31. März 1101
- Pietro – Kardinalpriester von Santi Silvestro e Martino, † um 1099
- Amico, OSB, Abt des Klosters San Lorenzo fuori le mura – Kardinalpriester von Santa Croce in Gerusalemme, † um 1122
- Giovanni – Kardinalpriester von Sant’Anastasia al Palatino, † um 1115
- Gregorio – Kardinalpriester von San Crisogono, † um 1092
- Gianroberto Capizucchi – Kardinalpriester von San Clemente al Laterano, † 1128
- Robert – Kardinalpriester von Sant’Eusebio all’Esquilino, † nach März 1112
- Bone – Kardinalpriester von Santi Giovanni e Paolo, † um 1098
- Riso – Kardinalpriester von San Lorenzo in Damaso, † 1118
- Leone – Kardinalpriester von San Marco, † unbekannt
- Gregorio Paparoni – Kardinalpriester von Santa Maria in Trastevere, † um 1099
- Alberico – Kardinalpriester von San Pietro in Vincoli, † kurz nach November 1100
- Gregorio – Kardinalpriester von Santa Prisca, † 1122
- Alberico – Kardinalpriester von Santa Sabina, † um 1092
- Paolo Gentili – Kardinalpriester von San Sisto, † kurz nach 1106
- Benedetto – Kardinal (Titelkirche unbekannt), † nach der Wahl von Papst Gelasius II. im Jahr 1118
- Landolfo Rangone – Kardinalpriester von San Lorenzo in Lucina, † 4. August 1119
- Giovanni da Gaeta, OSBCas – Kardinaldiakon von Santa Maria in Cosmedin, ab dem 24. Januar 1118 Papst Gelasius II., † 29. Januar 1119
- Gregorio, OSB, Abt des Klosters Subiaco – Kardinaldiakon von Santa Lucia in Septisolio, † um 1099
- Gregorio – Kardinaldiakon von Sant’Eustachio, † 1099
- Gregorio Papareschi, CanReg Lat – Kardinaldiakon von Sant'Angelo in Pescheria, ab dem 14. Februar 1130 Papst Innozenz II., † 24. September 1143
- Raniero – Kardinaldiakon von San Giorgio in Velabro, † um 1099
- Cosma – Kardinaldiakon von Santa Maria in Aquiro, † nach April 1139
- Giovanni, OSB – Kardinaldiakon von Santa Maria in Domnica, † 2. Mai 1117
- Pagano – Kardinaldiakon von Santa Maria Nuova, † 1101
- Leone, OSBCas – Kardinaldiakon von Santi Vito, Modesto e Crescenzia,† 1116
- Azone – Kardinaldiakon (Titelkirche unbekannt), † unbekannt

### 1090
- Ubaldo – Kardinalbischof von Sabina, † nach dem 5. April 1094
- Bovo – Kardinalbischof von Labico, † nach dem 13. April 1111
- Oddone – Kardinalbischof von Albano, † um 1096
- Giovanni – Kardinaldiakon von Sant' Adriano, † um 1099

### 1091
- Gualterio – Kardinalbischof von Albano, † 1101
- Rangier, OSB – Kardinalpriester von Santa Susanna, † nach dem 23. März 1112

### 1092
- Berardo – Kardinalbischof von Palestrina, † um 1098
- Bruno – Kardinalpriester von Santa Sabina, † um 1099

### 1093
- Giovanni Minuto – Kardinalbischof von Frascati, † um 1111

### 1094
- Theodoric, Kardinal (Titelkirche unbekannt), † 22. Dezember 1118
- Geoffroy, OSB – Kardinalpriester von Santa Prisca, † 26. März 1132
- Alberto, Kardinal (Titelkirche unbekannt), † unbekannt

### 1095
- Maurizio – Kardinalbischof von Porto, † 1100 oder 1103
- Anastasio – Kardinalpriester von San Clemente al Laterano, † kurz nach dem 6. Mai, 1125
- Buonsignore – Kardinal (Titelkirche unbekannt), † Mai 1118
- Dietrich – Kardinaldiakon (Titelkirche unbekannt), † unbekannt
- Hermann – Kardinaldiakon (Titelkirche unbekannt), † unbekannt
- Hugues – Kardinaldiakon (Titelkirche unbekannt), † unbekannt
- Rogero – Kardinaldiakon (Titelkirche unbekannt), † unbekannt

### 1097
- Raniero – Kardinalpriester von San Clemente al Laterano, † um 1101
- Bernardo degli Uberti, OSBVall – Kardinalpriester von San Crisogono, † 4. Dezember 1133

### 1098
- Milon – Kardinalbischof von Palestrina, † 1104 oder 1105

### 1099
- Offo— Kardinalbischof von Nepi, † nach 1113
- Pietro – Kardinalpriester von Santa Cecilia in Trastevere, † um 1107
- Bobone – Kardinalpriester von Santi Quattro Coronati, † vor April 1100
- Pietro – Kardinalpriester von San Marcello, † um 1112
- Raniero – Kardinalpriester von Santi Marcellino e Pietro, † nach dem 17. April 17, 1121
- Lamberto Scannabecchi, CanReg – Kardinalpriester von Santa Prassede, 1117 Kardinalbischof von Ostia, ab dem 15. Dezember 1124 Papst Honorius II., † 13. Februar 1130

- Gerardo – Kardinalpriester von Santa Prisca, † um 1100
- Ottone – Kardinalpriester von Santa Pudenziana, † 1120
- Alberto – Kardinalpriester von Santa Sabina, † kurz nach dem 11. April 1100
- Sigizzone – Kardinalpriester von San Sisto, † um 1100
- Benedetto – Kardinalpriester von Santi Silvestro e Martino ai Monti, † um 1102
- Giovanni – Kardinal (Titelkirche unbekannt), † unbekannt
- Giovanni – Kardinal (Titelkirche unbekannt), † unbekannt
- Litusense – Kardinal (Titelkirche unbekannt), † unbekannt
- Gionata – Kardinaldiakon von Santi Cosma e Damiano, † um 1106
- Bobone – Kardinaldiakon von San Giorgio in Velabro, † kurz nach 1107
- Gregorio Gaetani – Kardinaldiakon von Santa Lucia in Septisolio, † zwischen 1124 und 1130
- Stefano – Kardinaldiakon von Santa Lucia in Silice, † um 1123
- Ugo – Kardinaldiakon von San Nicola in Carcere, † kurz nach dem 20. April 1117
- Aldo da Ferentino – Kardinaldiakon von Santi Sergio e Bacco, † um 1123
- Bernardo – Kardinaldiakon (Titelkirche unbekannt), † unbekannt